# デイヤ (アルバム)
『Daya』 (ザ・トゥルース） は、デイヤの1枚目のEP作品。

## 解説
デイヤの初のアルバム作品。2015年9月4日に音楽配信にて発売され、2015年10月30日にウォルマート限定でCDとしても発売された。
ファーストシングルの「Hide Away」はアメリカでプラチナ認定されるなど、世界中で大ヒットを記録した。

## 収録曲
1. 「Thirsty」 – 3:23
2. 「Legendary」 – 3:24
3. 「U21」 - 3:23
4. 「Sit Still, Look Pretty」 - 3:27
5. 「Hide Away」 - 3:12
6. 「Back to Me」 - 4:00